# Parabola dell'amico importuno
La parabola dell'amico inopportuno (o dell'amico di notte) è una parabola attribuita a Gesù contenuta nel solo Vangelo secondo Luca (Lc 11,5-8); in essa, un amico concorda nell'aiutare un vicino non tanto perché le sue richieste siano continue, ma perché i due sono veri amici, malgrado l'ora tarda e gli inconvenienti.
La parabola dimostra la necessità della preghiera senza rinuncia. Essa si presenta simile alla parabola del giudice iniquo ed è stata rappresenta da diversi artisti tra cui William Holman Hunt.

## La parabola
(Lc 11,5-8, CEI)
La scena descritta in questa parabola suggerisce la presenza di una casa contadina, dove l'intera famiglia dorme insieme nella medesima stanza, ed un uomo che viaggia da solo di notte per evitare il caldo del giorno. La ragione della richiesta dell'amico è l'ospitalità, un dovere sacro nell'antichità per tutto il mondo mediterraneo.

## Interpretazione
Questa parabola compare nel Vangelo secondo Luca immediatamente dopo la recita da parte di Gesù del Padre Nostro, e può quindi essere vista come una prosecuzione della predicazione di Gesù ai discepoli nella preghiera, mentre i versi successivi spiegano il significato della parabola:
(Lc 11:9-10, CEI)
Joel B. Green suggerisce che la questione rimane aperta nella parabola ("Chi di voi ha un amico...?" può essere tradotto con "Potete immaginare...?") sottintende la risposta empatica "No!", dal momento che nessuno rifiuterebbe un aiuto a un amico in quelle circostanze (le parole d'apertura in greco non hanno parallelismi contemporanei e Ian Howard Marshall l'ha definita una peculiarità tipica di Gesù). Ad ogni modo, Gesù prosegue nell'evidenziare come persino l'amicizia non è una motivazione sufficiente per rifiutare un aiuto. Come nei versetti Lc 11,9-13, la parabola è un incentivo a chiedere tramite la preghiera. La parabola del giudice iniquo ha un significato simile.

## Rappresentazioni artistiche
Numerose sono le rappresentazioni artistiche della parabola, di cui una delle più note è l’Amico importuno (1895) di William Holman Hunt, conservata alla National Gallery of Victoria, Australia.

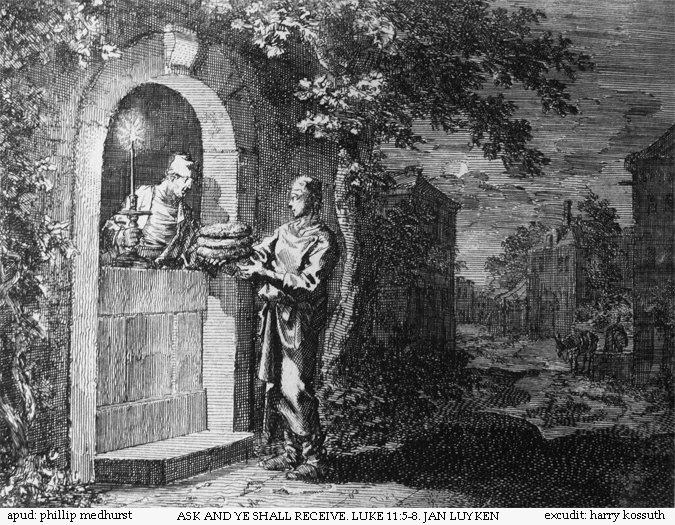
Illustrazione di Jan Luyken della parte finale della parabola, dalla Bibbia Bowyer.
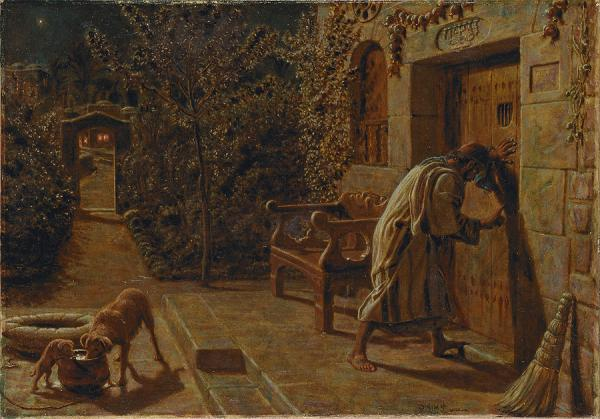
L'amico importuno di William Holman Hunt (1895) rappresenta l'inizio della parabola.
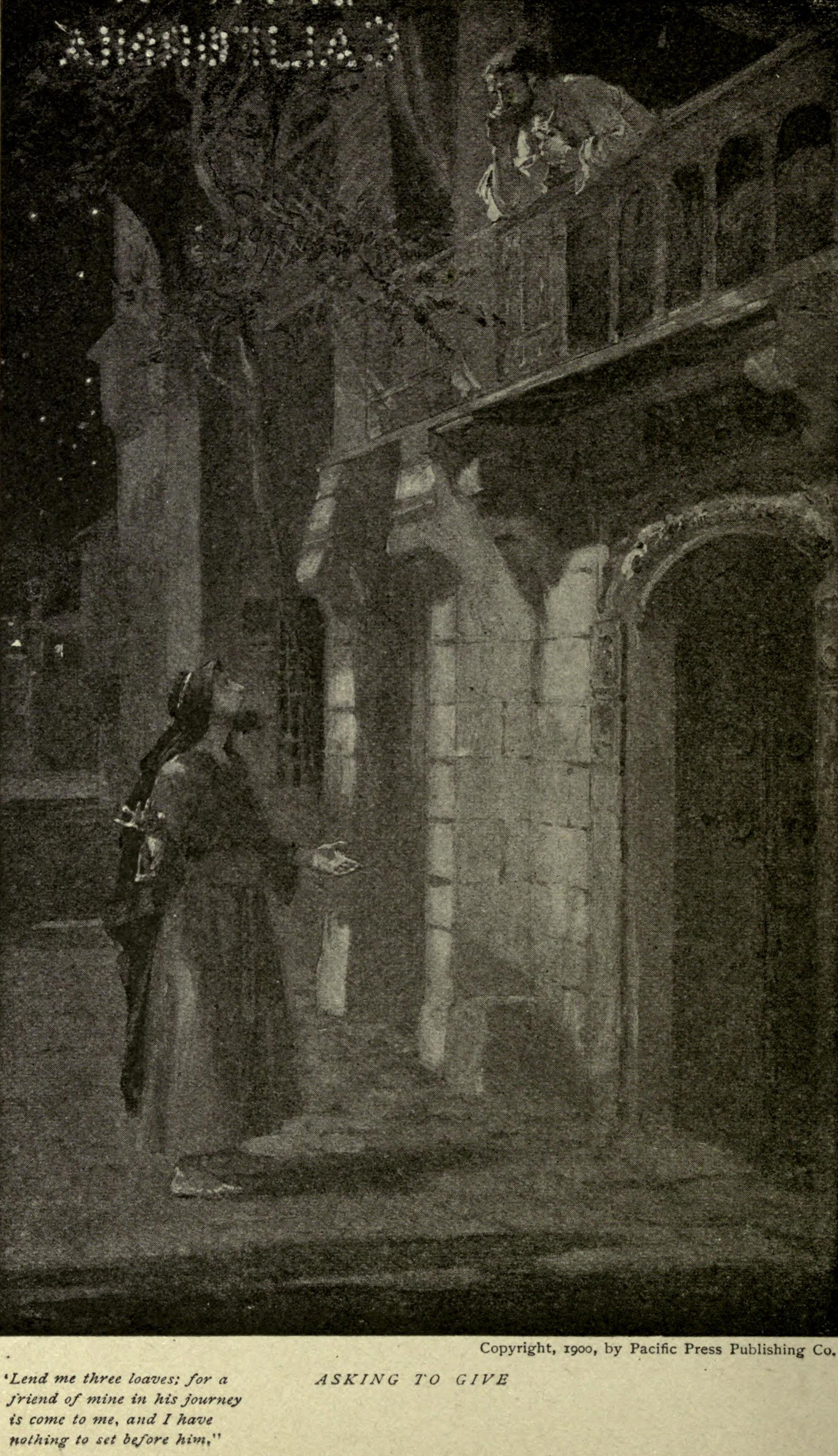
Artista anonimo, Pacific Press Publishing Co., 1900